# Sergia profundus
Sergia profundus är en kräftdjursart som först beskrevs av Charles Spence Bate 1888.  Sergia profundus ingår i släktet Sergia och familjen Sergestidae. Inga underarter finns listade i Catalogue of Life.